# Calliactis brevicornis
Calliactis brevicornis is een zeeanemonensoort uit de familie Hormathiidae.
Calliactis brevicornis is voor het eerst wetenschappelijk beschreven door Studer in 1879.